# Phalanger vestitus
Кускус Штайна (Phalanger vestitus) — вид ссавців родини кускусових з когорти сумчасті (Marsupialia), ендемік острова Нова Гвінея (Індонезія та Папуа Нова Гвінея) на висотах від 1200 до 2200 м над рівнем моря. Розділений на чотири субпопуляції, кожна з яких може бути окремим видом. Живе в первинних та злегка порушених вторинних високогірних вологих тропічних лісах. Вважається, що самиці народжують одне маля.

## Етимологія
Вид названо на честь лорда Георга Германа вільгельма Штайна (нім. Georg Hermann Wilhelm Stein, 1897-1976), німецького колекціонера, натураліста-самоучку з особливою симпатією до зоології та геології. У 1931 році він відправився на Нову Гвінею в колекціонерську експедицію. Потім він зробив подібні експедиції в різні частини Індонезії. Зокрема в Новій Гвінеї він відкрив новий вид Echymipera clara і назвав його на честь дружини, Клари. У 1933 році на його честь був названий кускус, Phalanger interpositus, який тепер вважається синонімом Phalanger vestitus.

## Загрози та збереження
Вид знаходиться під загрозою полювання на їжу в деяких частинах ареалу. Проживає в кількох природоохоронних зонах.